# کشکوئیه
کشکوئیه از شهرهای استان کرمان در جنوب شرقی ایران است. این شهر در شمال غرب شهرستان رفسنجان و فاصله ۳۰ کیلومتری از شهر رفسنجان و ۸۱۷ کیلومتری تهران قرار گرفته‌است.

## جمعیت
جمعیت این شهر در سال ۱۳۹۵، برابر با ۷٬۶۴۴ نفر بوده‌است.

## جغرافیا و اقلیم
شهر کشکوئیه در شمال غرب شهرستان رفسنجان، در فاصلهٔ ۳۰ کیلومتری مرکز شهرستان، و در حاشیهٔ بزرگراه رفسنجان به انار واقع شده‌است. همچنین فاصلهٔ این شهر از شهر کرمان ۱۴۰ کیلومتر می‌باشد.
شهر کشکوئیه از شمال به بخش نوق، از شمال غرب به شهرستان انار، از غرب و جنوب غرب به شهرستان شهربابک و از شرق نیز به شهر رفسنجان محدود می‌شود. این شهر دارای آب و هوای نیمه‌کویری است. تابستان‌های نسبتاً گرم و زمستان‌های سردی دارد. در جنوب شهر کشکوئیه منطقهٔ کوهستانی راویز واقع شده‌است که تابستانی خنک و زمستانی سرد دارد و از مناطق خوش آب و هوای بخش کشکوئیه و شهرستان رفسنجان می‌باشد.

## فضای سبز شهری
- فضای سبز شهری شهر کشکوئیه در چند سال اخیر پیشرفت قابل توجهی داشته و توانسته نمرهٔ قبولی بگیرد. هر چند در گوشه کناره‌های شهر نواقصی نیز یافت می‌شود اما با توجه به برنامه‌ها و رویکردهای شهرداری این نواقص نیز در آیندهٔ نزدیک بر طرف خواهند شد. به‌طور کلی نیمهٔ غربی شهر فضای سرسبزتری نسبت به نیمهٔ شرقی شهر دارد.
- گلخانهٔ شهرداری کشکوئیه در بلوار سردار سازندگی واقع شده‌است که محل کشت نهال‌های گل به کار رفته در سطح شهر می‌باشد.

### پارک‌ها و بوستان‌ها
- بوستان ولایت
- بوستان شهدای گمنام
- بوستان مادر (ویژهٔ بانوان)
- بوستان علی ابن ابیطالب

## برخی بلوارها و خیابان‌ها و میدان‌های مهم
- بلوار علی ابن ابیطالب (ورودی اصلی شهر از سمت جنوب و متصل به بزرگراه رفسنجان-انار)
- بلوار امیرکبیر
- بلوار امام رضا (ورودی شهر از سمت شمال)
- بلوار امام حسین
- بلوار امام خمینی
- بلوار شریعتی (ورودی شهر از سمت شمال غرب و دهستان شریف‌آباد)
- بلوار ولیعصر
- بلوار سردار سازندگی
- بلوار معلم
- بلوار شهدا
- میدان علی ابن ابیطالب
- میدان امام حسین
- میدان امام رضا

## امکانات فرهنگی و آموزشی

### کتابخانه‌ها
- کتابخانهٔ مرحوم محمدی کشکوئیه واقع در بوستان شهدای گمنام
- کتابخانهٔ امام حسین کشکوئیه واقع در خیابان شریعتی[۲]

### مدارس
- شهر کشکوئیه در بحث آموزش متوسطه و ابتدایی به‌طور نسبی غنی شده‌است و اکثریت نیروی فعال مشغول به کار در ادارهٔ آموزش و پرورش بومی شهر و بخش کشکوئیه هستند. بیش از ده مدرسه در مقاطع مختلف اعم از دولتی و غیردولتی در شهر کشکوئیه دایر هستند و هر ساله دانش آموزان زیادی از سراسر بخش کشکوئیه و حتی از برخی روستاهای شهرستان انار نیز برای تحصیل به شهر کشکوئیه می‌آیند. از مدارس مهم شهر می‌توان به دبیرستان پسرانهٔ دورهٔ دوم شهیدان رکنی، کاردانش دخترانهٔ مرحوم عزیزی، مجتمع آموزشی غیردولتی ایثار، دبستان پسرانهٔ شهید بمانی، دبستان دخترانهٔ اتباع خارجی مدافعان حرم، دبیرستان پسرانهٔ دورهٔ اول مرحوم شیرازی و ... اشاره کرد.

با کمک‌های خیرین مدرسه‌ساز و دولت در چند سال اخیر روند نوسازی مدارس در شهر کشکوئیه به خوبی پیشرفت کرده و ساختمان‌های نو و مقاوم به بهره‌برداری رسیده‌اند و یا در مرحلهٔ ساخت می‌باشند.
- ادارهٔ آموزش و پرورش منطقهٔ کشکوئیه در بلوار امام حسین کشکوئیه قرار دارد.

### مراکز آموزش دینی و قرآنی
- دارالقرآن شهید رضاپور شهر کشکوئیه واقع در بلوار شهدا خیابان ۱۷ شهریور
- مدرسهٔ علمیهٔ خواهران حضرت فاطمه الزهرا البتول شهر کشکوئیه واقع در بلوار ولیعصر

### مراکز آموزش عالی
- دانشگاه پیام نور واحد کشکوئیه واقع در بلوار علی ابن ابیطالب
- دانشگاه آزاد اسلامی واحد کشکوئیه که در سال‌های نه چندان دور در حاشیهٔ بزگراه رفسنجان-انار کلنگ‌زنی شده‌است ولی امروزه خبری از آن نیست.

## ورزش و امکانات ورزشی

### امکانات ورزشی
- به نوعی می‌توان گفت که شهر کشکوئیه در زمینهٔ امکانات ورزشی در حال توسعه است و در سال‌های اخیر با به بهره‌داری رسیدن استخر شنا و سالن چندمنظوره، ورزش کشکوئیه از حالت راکد بیرون آمده است. مجموعهٔ ورزشی شهدای کشکوئیه در بلوار سازندگی و در کنار ساختمان ادارهٔ ورزش و جوانان شهر قرار دارد. این مجموعهٔ ورزشی شامل امکانات ذیل می‌باشد:
- زمین چمن فوتبال شهدای کشکوئیه
- سالن ورزشی چندمنظورهٔ شهید ابراهیم‌پور کشکوئیه با گنجایش ۱٬۲۰۰ نفر که پس از سال‌ها انتظار در بهار ۱۳۹۶ احداث و به بهره‌داری رسید.[۳]
- سالن ورزشی چندمنظورهٔ شهدای کشکوئیه
- سالن ورزشی فدک کشکوئیه که ویژهٔ ورزش‌های رزمی می‌باشد.
- استخر شنای شهید اکبری‌نژاد کشکوئیه

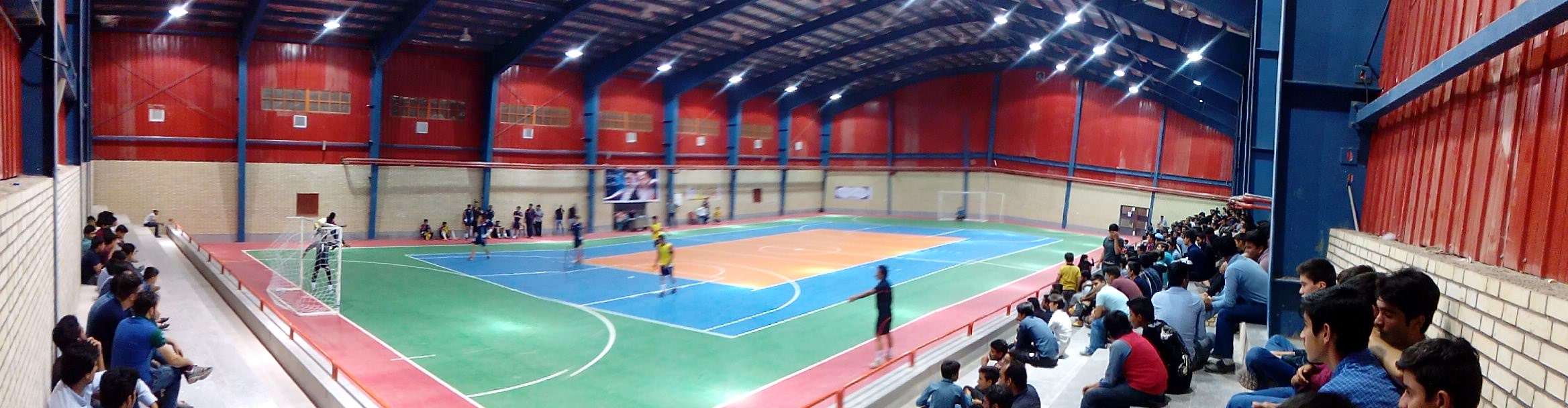
نمایی از مسابقات فوتسال جام رمضان شهر کشکوئیه در سالن شهید ابراهیم‌پور

- سالن بدنسازی هوتن

### ورزش شهر
- ورزش غالب شهر کشکوئیه فوتسال و فوتبال می‌باشد، اما این به معنی نیست که ورزش شهر تنها به همین دو رشته محدود می‌شود. پس از فوتسال و فوتبال، رشتهٔ کاراته بیشترین رونق را در شهر دارد و کاراتهٔ کشکوئیه در سطح استان و حتی کشور نیز صاحب عنوان و شناخته شده‌است. ورزش‌های دیگری همچون والیبال، ووشو، کشتی، پرورش اندام و کوهنوردی نیز در کشکوئیه در حال فعالیت هستند.
- رشتهٔ فوتسال و فوتبال در شهر کشوئیه بیشترین علاقمند را به خود جذب کرده‌است و در این زمینه تیم‌ها و باشگاه‌های متعددی در سطح شهر و بخش فعالیت دارند. این روزها فوتبال کشکوئیه به دلیل نبود امکانات و تجهیزات کافی در حال افول است و از روزهای اوج خود در لیگ استان فاصله گرفته‌است اما فوتسال کشکوئیه به تازگی شکوفایی خود را آغاز کرده و توانسته در چند سال اخیر حداقل در سطح شهرستان برای خود اسمی دست و پا کرده باشد.

* مهم‌ترین رویداد ورزشی شهر کشکوئیه نیز مسابقات فوتسال جام رمضان است که هر ساله در شب‌های ماه رمضان شور و هیجان را به سالن‌های ورزشی شهر می‌آورد.
- ورزش کاراته در سطح شهر کشکوئیه رونق بسیار خوبی دارد و هر ساله تیم‌ها و نفرات اعزامی از شهر کشکوئیه در سطح استان و کشور خوش می‌درخشند و جایگاه‌های ارزشمندی را کسب می‌کنند. بی‌شک چهرهٔ اول ورزش کشکوئیه و طلایه‌دار ورزش کاراته، شیهان محمد بمانی‌پور، قهرمان کشور و عضو پیشین تیم ملی کاراته می‌باشد که مدال برنز مسابقات بین‌المللی آستارا را به همراه تیم ملی در کارنامهٔ خویش دارد.[۵] .باشگاه کیوکوشین کاراتهٔ امام حسین شهر کشوئیه زیر نظر شیهان بمانی‌پور اداره می‌شود.